# Kia Visto
Kia Visto – samochód osobowy klasy miejskiej produkowany pod południowokoreańską marką Kia w latach 1999–2004.

## Historia i opis modelu

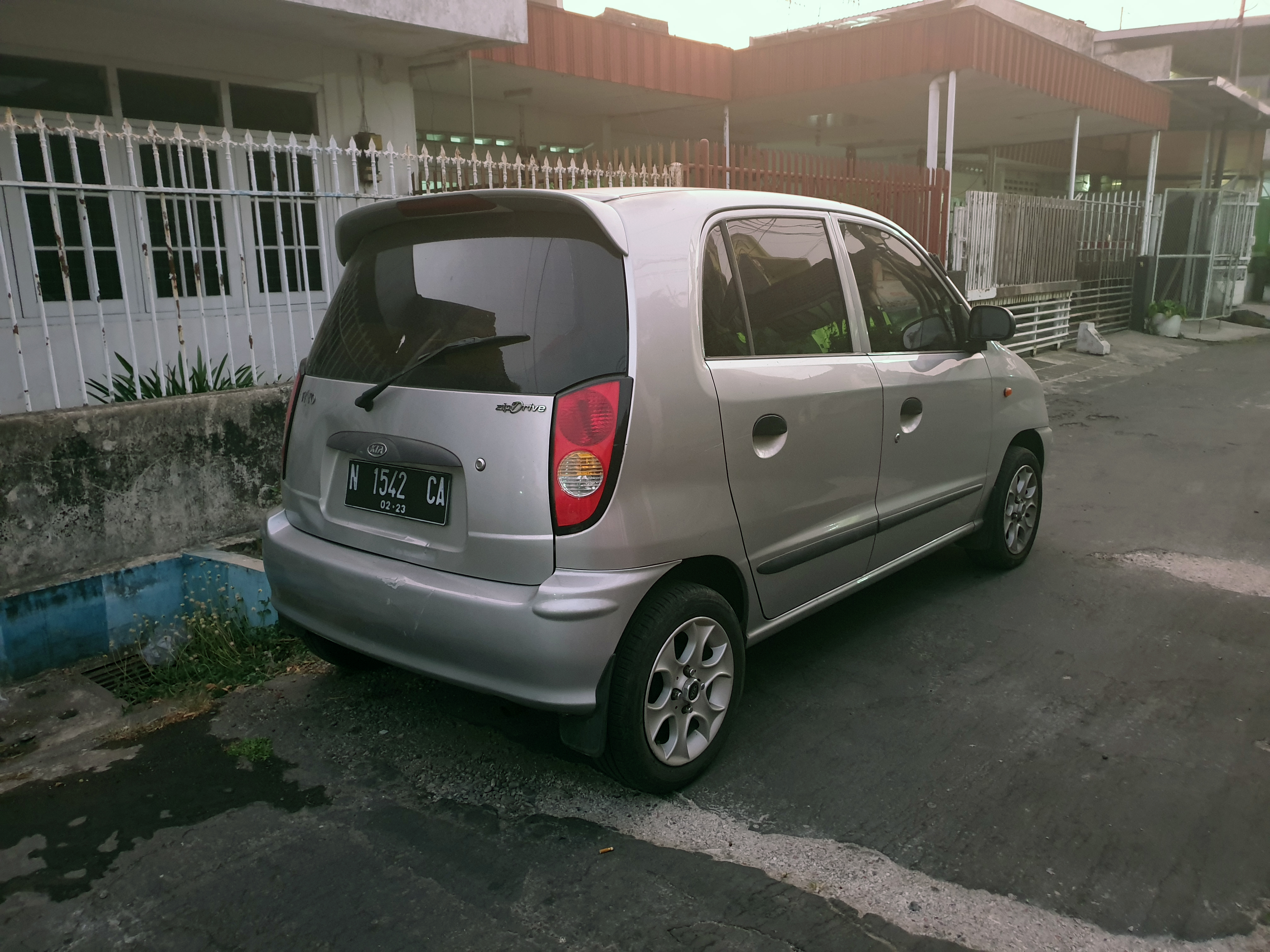
Kia Visto – tył

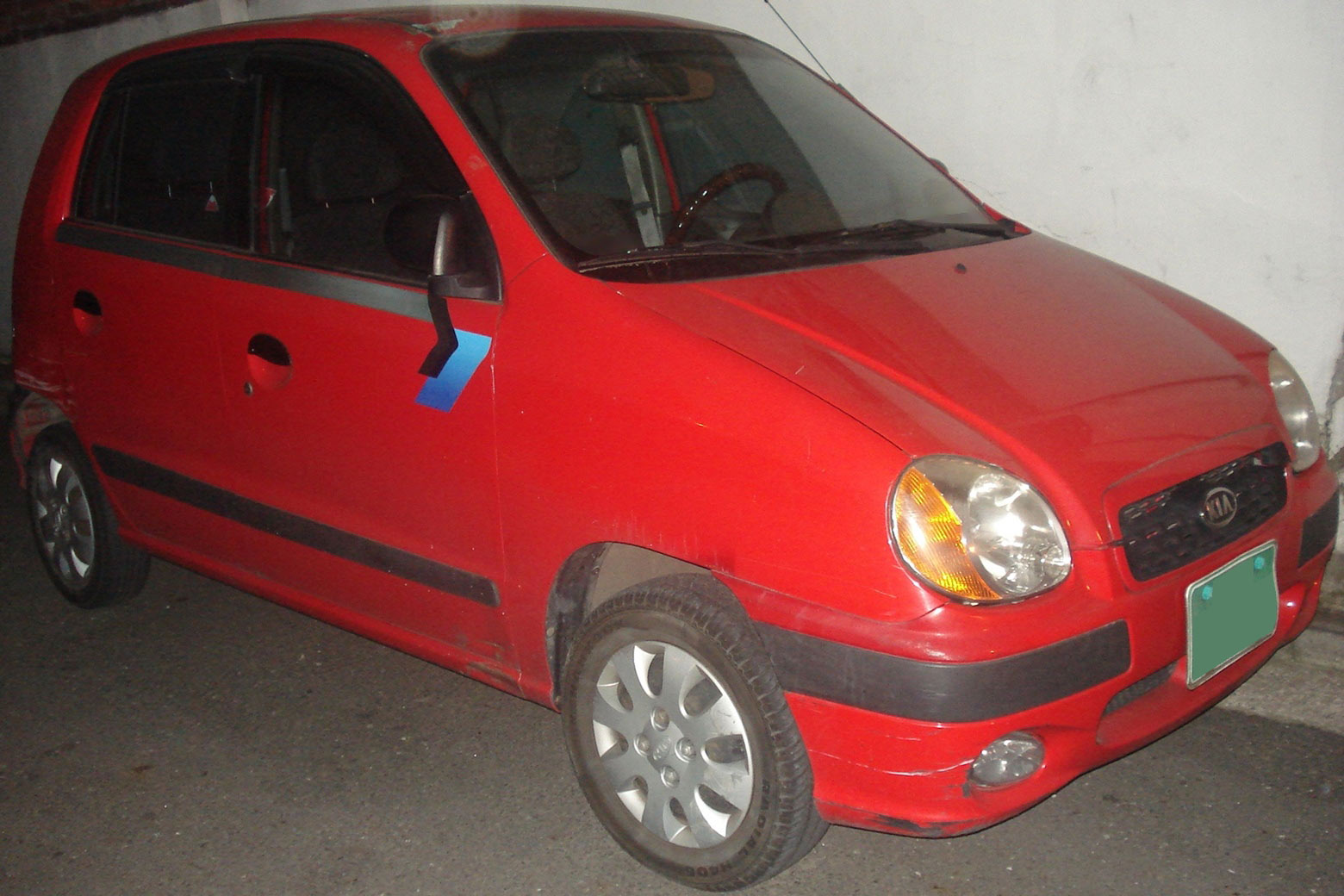
południowokoreańska Kia Visto

Kia Visto powstała jako pierwszy wynik współpracy Kii i Hyundaia po połączeniu się tych przedsiębiorstw w jeden koncern motoryzacyjny w lutym 1999 roku.
Pierwotnie samochód miał być bliźniaczą, lecz głęboko zmodyfikowaną wariacją na temat przedstawionego dwa lata wcześniej modelu Hyundai Atos oferowaną równolegle z nim globalnie, jednak ostatecznie trafił on do sprzedaży w takiej postaci jedynie do państw Azji Wschodniej. W Europie czy Ameryce Południowej pojazd sprzedawano wyłącznie pod nazwą Hyundai Atos Prime.
Pod kątem wizualnym Kia Visto odróżniała się niżej poprowadzoną i opadającą linią dachu, a także mniej ściętą tylną częścią nadwozia z charakterystycznymi, niżej umieszczonymi trójkątnymi lampami. Pas przedni z kolei przyozdobiło jedynie inne logo producenta, w pozostałych elementach nie różniąc się od Hyundaia Atosa Prime.

### Sprzedaż
Kia Visto oferowana była m.in. Korei Południowej, a także w Indonezji, gdzie sprzedawano ją równolegle z bliźniaczym Hyundaiem Atosem.
Po zakończeniu produkcji pojazdu w 2004 roku, w Korei Południowej zastąpiła go Kia Morning, która trafiła do sprzedaży tym razem także na rynkach globalnych jako Kia Picanto.

### Silniki
- R4 0.8l Epsilon
- R4 1.0l Epsilon
- R4 1.1l Epsilon